# Championnats d'Asie d'athlétisme
Navigation
Les Championnats d'Asie d'athlétisme sont une compétition d'athlétisme, organisée depuis 1973 sous l'égide de l'Association asiatique d'athlétisme.

## Éditions
| N° | Édition | Ville        | Pays         | Date                     | Stade                                                    |
| -- | ------- | ------------ | ------------ | ------------------------ | -------------------------------------------------------- |
| 1  | 1973    | Marikina     | Philippines  | 18 - 23 novembre         | Rizal Memorial Stadium                                   |
| 2  | 1975    | Séoul        | Corée du Sud | 9 - 14 juin              | Stade Dongdaemun                                         |
| 3  | 1979    | Tokyo        | Japon        | 31 mai - 3 juin          | National Olympic Stadium                                 |
| 4  | 1981    | Tokyo        | Japon        | 4 - 7 juin               | National Olympic Stadium                                 |
| 5  | 1983    | Koweït       | Koweït       | 5 - 9 novembre           | Kuwait National Stadium                                  |
| 6  | 1985    | Djakarta     | Indonésie    | 25 - 29 septembre        | Bung Karno Stadium                                       |
| 7  | 1987    | Singapour    | Singapour    | 22 - 26 juillet          | Stade national                                           |
| 8  | 1989    | New Delhi    | Inde         | 14 - 19 novembre         | Jawaharlal Nehru Stadium                                 |
| 9  | 1991    | Kuala Lumpur | Malaisie     | 19 - 23 octobre          | Stadium Merdeka                                          |
| 10 | 1993    | Manille      | Philippines  | 30 novembre - 4 décembre | Rizal Memorial Stadium                                   |
| 11 | 1995    | Djakarta     | Indonésie    | 20 - 24 septembre        | Bung Karno Stadium                                       |
| 12 | 1998    | Fukuoka      | Japon        | 19 - 22 juillet          | Hakatanomori Athletic Stadium                            |
| 13 | 2000    | Djakarta     | Indonésie    | 28 - 31 août             | Bung Karno Stadium                                       |
| 14 | 2002    | Colombo      | Sri Lanka    | 9 - 12 août              | Sugathadasa Stadium                                      |
| 15 | 2003    | Manille      | Philippines  | 20 - 23 septembre        | Rizal Memorial Stadium                                   |
| 16 | 2005    | Incheon      | Corée du Sud | 1 - 4 septembre          | Stade Munhak d'Incheon                                   |
| 17 | 2007    | Amman        | Jordanie     | 25 - 29 juillet          | Stade international d'Amman                              |
| 18 | 2009    | Canton       | Chine        | 10 - 14 novembre         | Stade olympique du Guangdong                             |
| 19 | 2011    | Kobe         | Japon        | 7 - 10 juillet           | Universiade Memorial Stadium                             |
| 20 | 2013    | Pune         | Inde         | 3 - 7 juillet            | Balewadi Stadium (Shree Shiv Chhatrapati Sports Complex) |
| 21 | 2015    | Wuhan        | Chine        | 3 - 7 juin               | Stade du centre sportif de Wuhan                         |
| 22 | 2017    | Bhubaneswar  | Inde         | 6 - 9 juillet            | Kalinga Stadium                                          |
| 23 | 2019    | Doha         | Qatar        | 21 - 24 avril            | Khalifa International Stadium                            |
| —  | 2021    | Hangzhou     | Chine        | Annulés                  | Annulés                                                  |
| 25 | 2023    | Bangkok      | Thaïlande    | 12 - 16 juillet          | Stade Suphachalasai                                      |
| 26 | 2025    | Gumi         | Corée du Sud | 27 - 31 mai              | Stade de Gumi                                            |

## Records

### Records des championnats
Sources :
| Discipline                      | Hommes                                                                       | Performance                 | Date                        | Femmes                                                    | Performance     | Date      |
| ------------------------------- | ---------------------------------------------------------------------------- | --------------------------- | --------------------------- | --------------------------------------------------------- | --------------- | --------- |
| 100 m                           | Femi Ogunode                                                                 | 9 s 91                      | 2015                        | Olga Safronova                                            | 11 s 17         | 2019      |
| 200 m                           | Towa Uzawa                                                                   | 20 s 23                     | 2023                        | Shanti Pereira                                            | 22 s 70         | 2023      |
| 400 m                           | Sugath Thilakaratne                                                          | 44 s 61                     | 1998                        | Damayanthi Dharsha                                        | 51 s 05         | 2000      |
| 800 m                           | Majed Saeed Sultan                                                           | 1 min 44 s 27               | 2005                        | Tharushi Dissanayaka                                      | 2 min 00 s 66   | 2023      |
| 1 500 m                         | Kim Soon-Hyung                                                               | 3 min 38 s 60               | 1993                        | Nozomi Tanaka                                             | 4 min 6 s 75    | 2023      |
| 3 000 m                         | Non disputée par les hommes                                                  | Non disputée par les hommes | Non disputée par les hommes | Zhong Huandi                                              | 9 min 05 s 20   | 1989      |
| 5 000 m                         | Mohamad Al-Garni                                                             | 13 min 34 s 47              | 2015                        | Betlhem Desalegn                                          | 15 min 12 s 84  | 2013      |
| 10 000 m                        | Hasan Mahboob Ali                                                            | 28 min 23 s 70              | 2009                        | Shitaye Eshete                                            | 31 min 15 s 62  | 2019      |
| Marathon                        | Li Jong Hyon                                                                 | 2 h 20 min 29 s             | 1985                        | Asha Aggarwal                                             | 2 h 48 min 53 s | 1985      |
| 110 m haies (h) 100 m haies (f) | Xie Wenjun                                                                   | 13 s 21                     | 2019                        | Feng Yun                                                  | 12 s 97         | 1998      |
| 400 m haies                     | Abderrahman Samba                                                            | 47 s 51                     | 2019                        | Kemi Adekoya                                              | 54 s 31         | 2015      |
| 3 000 m steeple                 | Khamis Seif Abdullah                                                         | 8 min 16 s 0                | 2002                        | Lalita Babar                                              | 9 min 34 s 13   | 2015      |
| 4 × 100 m                       | Thaïlande Natawat Iamudom Soraoat Dapbang Chayut Khongprasit Puripol Boonson | 38 s 55                     | 2023                        | Chine Liang Xiaojing Wei Yongli Kong Lingwei Ge Manqi     | 42 s 87         | 2019      |
| 4 × 400 m                       | Sri Lanka Aruna Dharshana Rajitha Niranjan Pabasara Niku Kalinga Kumarage    | 3 min 1 s 56                | 2023                        | Inde Rajwinder Kaur Satti Geetha Chitra Soman Manjit Kaur | 3 min 30 s 93   | 2005      |
| 10 km marche                    | Non disputée par les hommes                                                  | Non disputée par les hommes | Non disputée par les hommes | Li Hong                                                   | 44 min 59 s 90  | 2000      |
| 20 km marche                    | Han Yucheng                                                                  | 1 h 21 min 11 s 3           | 2003                        | Mayumi Kawasaki                                           | 1 h 30 min 12 s | 2009      |
| Saut en longueur                | Lin Yu-Tang                                                                  | 8,40 m                      | 2023                        | Sumire Hata                                               | 6,97 m          | 2023      |
| Triple saut                     | Chen Yanping                                                                 | 17,22 m                     | 1991                        | Olga Rypakova                                             | 14,69 m         | 2007      |
| Saut en hauteur                 | Mutaz Essa Barshim                                                           | 2,35 m                      | 2011                        | Miki Imai Tatyana Efimenko                                | 1,94 m          | 1998 2007 |
| Saut à la perche                | Ernest Obiena                                                                | 5,91 m                      | 2023                        | Li Ling                                                   | 4,66 m          | 2015 2023 |
| Lancer du poids                 | Inderjeet Singh                                                              | 20,41 m                     | 2015                        | Huang Zhihong                                             | 19,69 m         | 1989      |
| Lancer du disque                | Ehsan Hadadi                                                                 | 65,95 m                     | 2019                        | Feng Bin                                                  | 66,42 m         | 2023      |
| Lancer du marteau               | Koji Murofushi                                                               | 80,45 m                     | 2002                        | Wang Zheng                                                | 75,66 m         | 2019      |
| Lancer du javelot               | Cheng Chao-tsun                                                              | 86,72 m                     | 2019                        | Lü Huihui                                                 | 65,83 m         | 2019      |
| Décathlon (h) Heptathlon (f)    | Dmitriy Karpov                                                               | 8 037 pts                   | 2013                        | Ghada Shouaa                                              | 6 259 pts       | 1993      |

## Tableau général des médailles
Le tableau suivant donnele total de médailles pour chaque pays, jusqu'à 2023, selon le manuel de statistiques publié par Asian Athletics à l'occasion des championnats d'Asie d'athlétisme de 2025.
| Rang            | Nation              | Or  | Argent | Bronze | Total |
| --------------- | ------------------- | --- | ------ | ------ | ----- |
| 1               | Chine               | 336 | 224    | 126    | 686   |
| 2               | Japon               | 174 | 211    | 231    | 616   |
| 3               | Inde                | 92  | 123    | 136    | 351   |
| 4               | Qatar               | 65  | 40     | 43     | 148   |
| 5               | Kazakhstan          | 35  | 39     | 44     | 118   |
| 6               | Bahreïn             | 31  | 25     | 16     | 72    |
| 7               | Corée du Sud        | 29  | 58     | 68     | 155   |
| 8               | Arabie saoudite     | 28  | 23     | 13     | 64    |
| 9               | Thaïlande           | 26  | 31     | 33     | 90    |
| 10              | Sri Lanka           | 22  | 21     | 23     | 66    |
| 11              | Ouzbékistan         | 20  | 29     | 21     | 70    |
| 12              | Iran                | 20  | 16     | 23     | 59    |
| 13              | Taipei chinois      | 19  | 41     | 65     | 125   |
| 14              | Koweït              | 15  | 18     | 9      | 42    |
| 15              | Philippines         | 15  | 11     | 18     | 44    |
| 16              | Corée du Nord       | 11  | 12     | 22     | 45    |
| 17              | Viêt Nam            | 8   | 4      | 7      | 19    |
| 18              | Kirghizistan        | 8   | 3      | 6      | 17    |
| 19              | Malaisie            | 6   | 16     | 28     | 50    |
| 20              | Irak                | 5   | 8      | 9      | 22    |
| 21              | Émirats arabes unis | 5   | 3      | 3      | 11    |
| 22              | Tadjikistan         | 4   | 2      | 1      | 7     |
| 23              | Syrie               | 3   | 2      | 6      | 11    |
| 24              | Birmanie            | 3   | 2      | 4      | 9     |
| 25              | Israël              | 3   | 1      | 4      | 8     |
| 26              | Singapour           | 2   | 8      | 5      | 15    |
| 27              | Pakistan            | 2   | 3      | 2      | 7     |
| 28              | Indonésie           | 1   | 9      | 9      | 19    |
| 29              | Hong Kong           | 1   | 5      | 2      | 8     |
| 30              | Oman                | 1   | 2      | 4      | 7     |
| 31              | Jordanie            | 1   | 1      | 3      | 5     |
| 32              | Azerbaïdjan         | 1   | 1      | 1      | 3     |
| 33              | Turkménistan        | 1   | 1      | 0      | 2     |
| 34              | Liban               | 0   | 2      | 2      | 4     |
| 35              | Mongolie            | 0   | 1      | 1      | 2     |
| 36              | Cambodge            | 0   | 0      | 2      | 2     |
| 36              | Népal               | 0   | 0      | 2      | 2     |
| Total (37 pays) |                     | 984 | 994    | 990    | 2 968 |